# Louis von Mutius
Louis Wilhelm Franz von Mutius (né le 20 mars 1796 à Œls et mort le 6 août 1866 à Austerlitz) est un général de cavalerie prussien.

## Biographie

### Origine
Issu de la famille noble von Mutius, il est le fils du major général prussien Johann Karl von Mutius (de) et de son épouse Charlotte Friederike, née baronne von Lützow (de) (1758-1811).

### Carrière militaire
Le 1er février 1813, Mutius entre dans le 1er régiment de cuirassiers de l'armée prussienne en tant que simple soldat. Il devient enseigne et déjà le 20 mai 1813 il est nommé sous-lieutenant. Les missions pendant les guerres napoléoniennes sont Lützen et Haynau. Pour ses réalisations à Haynau, il reçoit la croix de fer de 2e classe. Au cours de la campagne d'automne 1813, il combat à Dresde, Kulm, Liebertwolkwitz, à Leipzig et au printemps 1814 également à la bataille de Montmirail et d'Étoges.
Après son affectation en France, il est muté à Breslau et promu premier lieutenant le 6 juillet 1818. En 1821, Mutius est transféré à la 10e division d'infanterie à Posen  en tant qu'adjudant, et en 1829 au 5e régiment de cuirassiers comme Rittmeister. De 1833 à 1835, il est adjudant au commandement général du 5e corps d'armée puis chef d'escadron au 1er régiment de cuirassiers. En 1835, il est promu major et le 20 mars 1841, il devient officier d'état-major régulier. Jusqu'en 1848, il est commandant du 8e régiment d'uhlans et prend part à la répression de la révolution de Bade. Il y acquiert une réputation de commandant habile et prudent, notamment en dirigeant régulièrement l'avant-garde. Le 19 novembre 1849, il devient lieutenant-colonel et le 19 avril 1851, colonel, toujours au sein du 8e régiment d'uhlans, qui change plusieurs fois de garnison au cours de cette période.
Le 18 novembre 1852, Mutius est envoyé à Trèves en tant que commandant du 16e brigade de cavalerie. Dans cette fonction, il est promu général de division le 13 juillet 1854. En 1855, il est membre de la commission qui élabore un nouveau règlement pour l'exercice de la cavalerie à Berlin. Au printemps 1858, il est nommé commandant de la 13e division d'infanterie à Münster, et en novembre 1858, il prend temporairement le commandement général du 7e corps d'armée devenant lieutenant général le 22 novembre 1858. Dans ce poste, il participe à la mobilisation partielle de 1859 à l'occasion de la guerre entre la France et l'Autriche et est ensuite transféré à la 12e division d'infanterie en novembre 1859.
En 1860, il est nommé chevalier légal de l'Ordre de Saint-Jean et l'année suivante, il reçoit l'Ordre de l'Aigle rouge de 1re classe avec des feuilles de chêne et des épées. En août 1862, il est responsable des exercices équestres de la cavalerie près de Berlin avec huit régiments et trois batteries montées. D'octobre 1862 à janvier 1863, il commande la 11e division d'infanterie à Breslau. Le 30 janvier 1863, il devient général commandant du 6e corps d'armée. À l'occasion de son 50e anniversaire de service, il reçoit l'Ordre de la Couronne de 1re classe et la Grand-Croix de l'Ordre du Faucon blanc du grand-duc Charles-Alexandre de Saxe-Weimar-Eisenach, ancien camarade de son régiment. Avant même sa nomination, Mutius avait déjà dirigé le 6e corps d'armée en tant que représentant à plusieurs reprises. Depuis juin 1864, il est général de cavalerie.
Dans la guerre austro-prussienne de 1866, son corps d'armée doit marcher vers la Bohême à travers les Monts des Géants en tant qu'aile gauche du 2e armée du prince héritier. Mutius doit abandonner une partie de son corps d'armée, qui est resté en Haute-Silésie comme unité de sécurité. Le détachement Knobelsdorff est formé à partir de trois régiments et d'une batterie. Le corps d'armée restant se tient derrière le 5e corps d'armée (Steinmetz) pendant l'invasion de la Bohême. Il ne participe pas aux batailles de Nachod et Skalitz. Les deux corps d'armée ne peuvent avancer sur le col que l'un après l'autre et les batailles ne sont livrées dans chaque cas que par des parties du corps de Steinmetz. Pendant la bataille de Skalitz, seule une brigade du corps Mutius est arrivée sur le plateau de Vysokov.
Pendant l'avancée vers Königgrätz, des parties de la 12e division d'infanterie de retour avant Josephstadt. Avec les soldats restants de son corps, il prend part à la bataille de Sadowa. Il avance sur l'extrême gauche prussienne et repousse l'aile droite des Autrichiens. Cette avance  fait de la retraite dans cette section une déroute très perdante pour les Autrichiens. C'est son corps qui atteint presque la communication avec l'aile droite. Par la brèche restante, large de trois kilomètres environ, l'armée autrichienne du nord peut fuir et échapper au piège. Pour ses succès dans la campagne, il reçoit l'Ordre Pour le Mérite le 28 juillet 1866.
Louis von Mutius décède le 6 août 1866 à Austerlitz en Moravie avec le choléra.

### Famille
Il se marie le 18 janvier 1819 à Breslau avec Hélène Marie von Röder (1800-1872). Elle est la fille du général de cavalerie Friedrich Erhard von Röder (1768-1834) et d'Henriette Christiane Ehrengard Emilie von Bardeleben (1769–1844). Mutius est très riche grâce à un héritage, mais reste dans l'armée et vend même plus tard sa propriété parce qu'il ne peut pas superviser l'administration et subit des pertes financières considérables.
Les enfants suivants sont nés du mariage:
- Julius (1819-1901), colonel prussien
- Erhard (1821-1880), conseiller privé prussien et président de la Commission des chemins de fer
- Luise (1823-1894) mariée le 4 mai 1849 à Breslau Maximilian von Roedern (de) (1816-1898), lieutenant général prussien
- Karl (1824-1825)
- Friedrich (1824-1847)
- Maximilien (1825-1826)
- Paul (1827-1876), major prussien
- Peter (de) (1828-1904), général de division prussien marié en 1872 avec Johanna Mathes (1851-1921)
- Henriette (1830-1894)
- Wilhelm (de) (1832-1918), lieutenant général prussien marié en 1867 avec Marie von Bärensprung (né en 1843)